# Aldernejska funta
Aldernejska funta je valuta i sredstvo plaćanja na Alderneyu, jednom od Kanalskih otoka. Označava se simbolom £, a dijeli se na 100 penija.
Ova valuta nije nezavisna već je samo lokalni oblik britanske funte.
Paritet s britanskom funtom je 1:1.
S obzirom na to da nije nezavisna valuta, nema ni službeni međunarodni kod.